# Hugo Döblin
Emil Hugo Döblin (* 29. Oktober 1876 in Stettin, Deutsches Reich; † 4. November 1960 in Zürich) war ein deutscher Schauspieler.

## Leben
Er war das vierte von sechs Kindern des Schneidermeisters und Konfektionsfabrikanten Max Döblin und seiner Frau Sophie, geborene Freudenheim. Der ältere Bruder Alfred Döblins besuchte das Friedrich-Wilhelm-Realgymnasium in Stettin. Nachdem der Vater die Familie verlassen hatte, übersiedelte er 1888 mit der Mutter und den anderen Kindern nach Berlin. 1890 begann er eine Kaufmannslehre bei seinem Onkel und ließ sich 1891 heimlich bei Josef Kainz und Paul Pauli zum Schauspieler ausbilden. 1901 heiratete er Paulis Tochter Martha Blissé.
Sein erstes Engagement trat er 1896 am Stadttheater Celle an. 1897 kam er nach Berlin, wo er am Carl-Weiß-Theater, Herrnfeld-Theater, Kleinen Theater und schließlich ab 1919 an den Reinhardt-Bühnen auftrat, auch am Deutschen Theater.
Ab 1922 war er im Café Größenwahn zu sehen, ab Mitte der 20er Jahre im Kabarett „Die Wespen“. Er schrieb Texte für Kabaretts und Lieder. Unter anderem trug er seine Dichtung Die Türklinke im Hirnkasten vor.
Seit 1914 wirkte Döblin in verschiedenen Filmen mit, in denen er meist Nebenrollen übernahm, zum Beispiel als Diener, Faktotum, Kurpfuscher oder Wucherer. 1930 gründete er die erste Tonfilmschule Berlins. Nach der Machtergreifung der Nationalsozialisten 1933 wurde der jüdischstämmige Döblin aus der Reichstheaterkammer ausgeschlossen.
Er emigrierte zunächst nach Prag, 1936 ging er nach Österreich und floh 1938 aufgrund des „Anschlusses“ nach Zürich. Dort arbeitete er vor allem als Schauspiellehrer und erneut als Texter. Ab 1944 trat er wieder auf der Bühne auf. 1947 wurde er Professor am Zürcher Schauspiel- und Tonfilmstudio.

## Filmografie
- 1914: Der Stolz der Firma
- 1917: Des Goldes Fluch
- 1918: Es werde Licht!, 3. Teil
- 1918: Jettchen Geberts Geschichte (2 Teile)
- 1919: Unheimliche Geschichten
- 1920: Gentlemen-Gauner
- 1920: Die Siegerin
- 1920: Von morgens bis mitternachts
- 1920: Herztrumpf
- 1920: Das Kußverbot
- 1920: Der Reigen
- 1920: Die Bestie im Menschen
- 1921: Danton
- 1921: Brennendes Land
- 1921: Das Haus zum Mond
- 1921: Hans im Glück
- 1921: Lady Hamilton
- 1921: Das gestohlene Millionenrezept
- 1921: Seefahrt ist not!
- 1921: Das Geheimnis der sechs Spielkarten, 3. Teil – Treff As
- 1922: Die Gezeichneten
- 1922: Die schwarze Schachdame
- 1922: Lucrezia Borgia
- 1922: Der Graf von Charolais
- 1922: Sie und die Drei
- 1922: Tingeltangel
- 1922: Ihr Kammerdiener
- 1922: Lola Montez, die Tänzerin des Königs
- 1922: Herzog Ferrantes Ende
- 1922: Der falsche Dimitry
- 1922: Der bekannte Unbekannte
- 1923: Ein Weib, ein Tier, ein Diamant
- 1923: Die Fledermaus
- 1923: Die Scheine des Todes
- 1923: Der allmächtige Dollar
- 1923: Ein Glas Wasser
- 1924: Soll und Haben
- 1924: Königsliebchen
- 1924: Colibri
- 1924: Das Spiel der Liebe
- 1924: Nanon
- 1924: Wege der Liebe
- 1925: Das Mädchen mit der Protektion
- 1925: Eine Minute vor Zwölf
- 1925: Das Fräulein vom Amt
- 1925: Die Frau von vierzig Jahren
- 1925: Die Puppenkönigin
- 1926: Nur eine Tänzerin
- 1926: An der schönen blauen Donau
- 1926: Der Herr des Todes
- 1927: Ich war zu Heidelberg Student
- 1927: Frühere Verhältnisse
- 1927: Die Loreley
- 1927: Meine Tante – Deine Tante
- 1927: Lützows wilde verwegene Jagd
- 1927: Die glühende Gasse
- 1927: Dr. Bessels Verwandlung
- 1927: Petronella
- 1927: Richthofen, der rote Ritter der Luft
- 1927: Ramper, der Tiermensch
- 1927: Rätsel einer Nacht
- 1927: Die Vorbestraften
- 1927: Ihr letztes Liebesabenteuer
- 1927: Luther – Ein Film der deutschen Reformation
- 1928: Moral
- 1928: Anastasia, die falsche Zarentochter
- 1928: Schenk mir das Leben
- 1928: Polnische Wirtschaft
- 1928: Die Dame und ihr Chauffeur
- 1929: Skiteufel (Ein Abenteuer in den Hochalpen)
- 1929: Was eine Frau im Frühling träumt
- 1929: Alte Kleider
- 1929: Die Frau im Talar
- 1929: Der rote Kreis
- 1930: Er oder ich
- 1930: Kurs auf die Ehe (Kire lained)
- 1930: Va Banque
- 1930: Der weiße Teufel
- 1931: M
- 1931: Um eine Nasenlänge
- 1931: Der Raub der Mona Lisa
- 1931: Ein Auto und kein Geld
- 1932: Ein blonder Traum
- 1932: Ein Lied, ein Kuß, ein Mädel
- 1947: § 51 – Seelenarzt Dr. Laduner (Matto regiert)